# 上田容子
上田 容子（うえだ ようこ、旧姓：森野（もりの）、1955年1月15日 - ）は、日本の元新体操選手。体操指導者、NHK『テレビ体操』初の女性指導者。広島県出身。日本女子体育大学卒業（1977年）。

## 略歴
小学1年のとき新体操を見て「キレイ」と感激し新体操を始める。高校時代インターハイ出場。1975年第7回マドリード世界新体操選手権では、個人総合5位となる。この個人総合5位、種目別フープ4位という記録は、東欧各国が不参加だったこともあるが日本選手の最高記録である。1976年全日本選手権で優勝。まだ大学在学中ながらこの年NHK『テレビ体操』のアシスタントとなる。1979年世界選手権選考会を最後に現役引退。
1983年から『NHKテレビ体操』講師、1985年北海道在住の会社経営者と結婚。東京に残り全日本コーチも務めたが、長女の出産を機に生活の拠点を北海道に移し下川町から収録時に上京した。1988年のソウルオリンピックでの新体操競技の解説などにも携わる。2001年4月、アシスタント・講師から昇格し女性初の指導者に就任。また「リズム体操」の考案者としても知られる。2003年5月まで指導者を務めた。2003年6月からは、同年3月までアシスタントだった岡本美佳が指導にあたっている。